# کاتاژینا واشیتسک
کاتاژینا واشیتسک (انگلیسی: Katarzyna Wasick؛ زادهٔ ۲۲ مارس ۱۹۹۲) ورزشکار ورزش شنا اهل لهستان است.
وی در مسابقات کشوری و بین‌المللی در مجموع برندهٔ ۱ مدال طلا، ۱ مدال برنز شده‌است.